# Брати Лев'яче Серце
«Брати Лев'яче Серце» (швед. Bröderna Lejonhjärta) — казково-пригодницька повість шведської письменниці Астрід Ліндґрен, видана восени 1973 року. Головними персонажами сюжету є брати Юнатан і Карл Лев. Потрапляючи в казкову країну Нанґіяла, вони отримують прізвисько «Лев'яче серце» і проходять низку випробувань і пригод, борючись проти тирана Тенґіла і дракониці Катли[⇨]. Повість при цьому допускає подвійне інтерпретування сюжету: як казки — і як історії без казкових елементів. Хоч із тексту неможливо прийти до однозначного висновку про природу Нангіяли, на думку критиків і за твердженням самої авторки, все пов'язане з нею є лише сном чи галюцинацією помираючої дитини[⇨].
Хоча повість, нарівні з іншими творами автора, позиціонується як дитяча книга, багато тем в ній є дуже важкими і темними в порівнянні з жанром в цілому: хвороба і смерть, тиранія і гніт, зрада і повстання. Світлі теми, однак, також сильні: любов братів і почуття обов'язку, вірність і надія, мужність і пацифізм.
Книга викликала широкі дебати і була неоднозначно зустрінута критиками[⇨]. Витримала переклад на багато мов, а у 1977 році світ побачив її екранізацію. 1990 року вийшов український переклад у збірнику. Повість також багато разів ставилася на сцені і отримала багато престижних літературних премій[⇨].

## Сюжет
Брати Юнатан і Карл Лев живуть разом з матір'ю в безіменному шведському містечку в бідній квартирці на третьому поверсі дерев'яного будинку. Старший, тринадцятирічний Юнатан, красивий, спритний, талановитий хлопчик, його люблять діти, для яких він придумує різні ігри і пригоди, а дорослі не втомлюються ним захоплюватися. Молодший, десятирічний Карл (або Хрущик, як називає його брат), негарний, боязкий, сором'язлива і слабка дитина, він смертельно хворий і прикутий до ліжка. Але, попри велику різницю, брати дуже прив'язані один до одного.

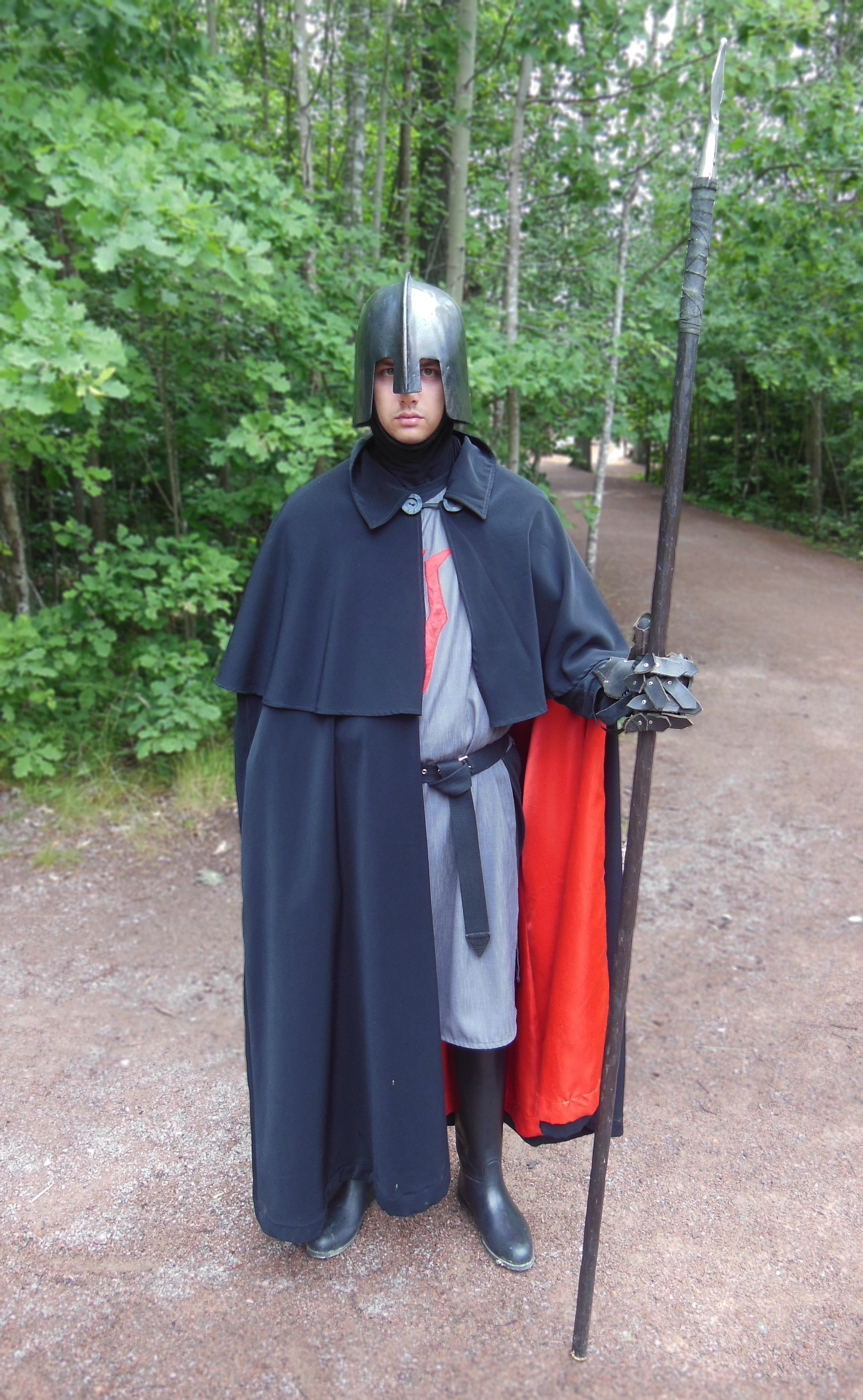
Солдат Тенґіла в «Світі Астрід Ліндгрен»

Коли Карл випадково дізнається, що скоро помре, Юнатан розповідає йому про далеку країну Нанґіялу, в яку нібито потрапляють люди після смерті. У цій чарівній країні, де «час табірних багать і казок», а пригоди трапляються «з ранку до вечора і навіть вночі», Карл буде абсолютно здоровий і зможе робити все, що захоче. Братів засмучує лише довга розлука, яка їх чекає, коли Карл помре. Але трапляється по-іншому: першим гине Юнатан, рятуючи Карла з пожежі. Шкільна вчителька, захоплена вчинком Юнатана, дає тому в некролозі прізвисько «Лев'яче Серце». Карл між тим дуже сумує: Нанґіяла здається йому лише втішною вигадкою, а думка про вічну розлуку з коханим братом нестерпна. Але в один з вечорів на вікно прилетів білий голуб, і Карл вирішив, що то сам Юнатан з'явився до нього з Нанґіяли. Одного разу, через два виснажливі місяці, у хлопчика виникає передчуття, і ввечері він залишає матері записку: «Не плачте, мамо! Зустрінемось у Нанґіялі!».
Однак у казковій Нанґіялі, в яку так хотів потрапити Карл, настав «час страшних казок». Тенґіл, правитель сусідньої країни Карманяки, захопив одну з двох долин Нангіяли — Шипшинову — і за допомогою дракониці Катли тримає її жителів у рабській покорі. Мужні повстанці під проводом Урвара опираються владі Тенґіла, їм допомагають жителі вільної Вишневої долини під керівництвом мудрої «королеви голубів» Софії, помічником якої стає Юнатан. Але у Вишневій долині об'являється таємний зрадник, він відкриває ворогові ім'я вождя повстанців, і Урвара кидають у печеру Катли. Юнатан Лев'яче Серце вирушає в Шипшинову долину, щоб спробувати його врятувати, а Карл, не витримавши нової розлуки з братом і наляканий сном, де той кличе його на допомогу, йде в гори. Він стає свідком зустрічі солдатів Тенґіла зі зрадником, яким виявляється господар заїзду «Золотий півень» Йоссі. Солдати полонять Карла і відвозять у Шипшинову долину, однак той знаходить притулок у старого Матіаса, видавши себе за його онука. Виявляється, що в будинку Матіаса переховується і Юнатан.
У Шипшиновій долині — голод, насильство і страх, але мешканці не зламані, вони готують повстання, але їм бракує ватажка. Юнатан і Карл пробираються за міську стіну і вирушають в Карманяку, де бачать дракониху Катлу, прикуту на ланцюг неподалік від замку Тенґіла. Юнатан розповідає, що дракониця, отямившись від тисячолітнього сну, виповзла з печери й напала на замок. Скликаючи воїнів, Тенґіл протрубив у ріг, і Катла несподівано йому підкорилася. В останній момент герої встигають визволити засудженого до смерті Урвара з печери Катли. Однак по дорозі назад до Нанґіяли героям доводиться розділитися. Карл ховається від погоні людей Тенґіла і зустрічає Софію і Йоссі. Софія не вірить, що Йоссі зрадник, але Карл згадує, як солдати поставили тому на груди тавро Катли. Викритий зрадник кидається навтьоки в човні, але течія відносить його в водоспад, де за переказами живе велетенський змій Карм, заклятий ворог Катли.
Починається повстання, на допомогу приходить загін з Вишневої долини. У розпал страшної битви з'являється Тенґіл зі своєю драконихою Катлою, бо він заздалегідь відправився в Шипшинову долину, щоб покарати її жителів за втечу Урвара. Здається, що всі повстанці загинуть, але Юнатан безстрашно скаче вперед і вихоплює ріг з рук Тенґіла. Тенґіл і його армія гинуть від вогню з пащі чудовиська, тепер підвладного Юнатану.
Жителі долин оплакують загиблих і радіють здобутій свободі. Але Юнатану належить ще одна небезпечна справа — він повинен відвести слухняну йому дракониху в Карманяку і прикувати її там до скелі, де вона помре від голоду. Карл вирушає разом з ним. Все йде добре, але коли брати перетинають підвісний міст над водоспадом Карма, коні лякаються рику Катли. Ледь не впавши з мосту, Юнатан упускає ріг, і дракониця нападає. Захищаючи брата, Юнатан зіштовхує на Катлу величезного каменя, і та падає в водоспад. Несподівано з'являється Карм. У жорстокій битві чудовиська вбивають одне одного. Обпалені вогнем Катли, вмирають улюблені коні хлопчиків. Юнатан, побіжно зачеплений полум'ям, паралізований. Він зможе знову рухатися лише в Нанґілімі, казковій країні, куди потрапляють загиблі в Нангіялі. Карл вирішує допомогти старшому братові: підійнявши його на спину, він готовий зробити крок у водоспад…
Повість закінчується вигуком Карла Лев'яче Серце: «Я бачу світло!».

## Історія створення та інтерпретації

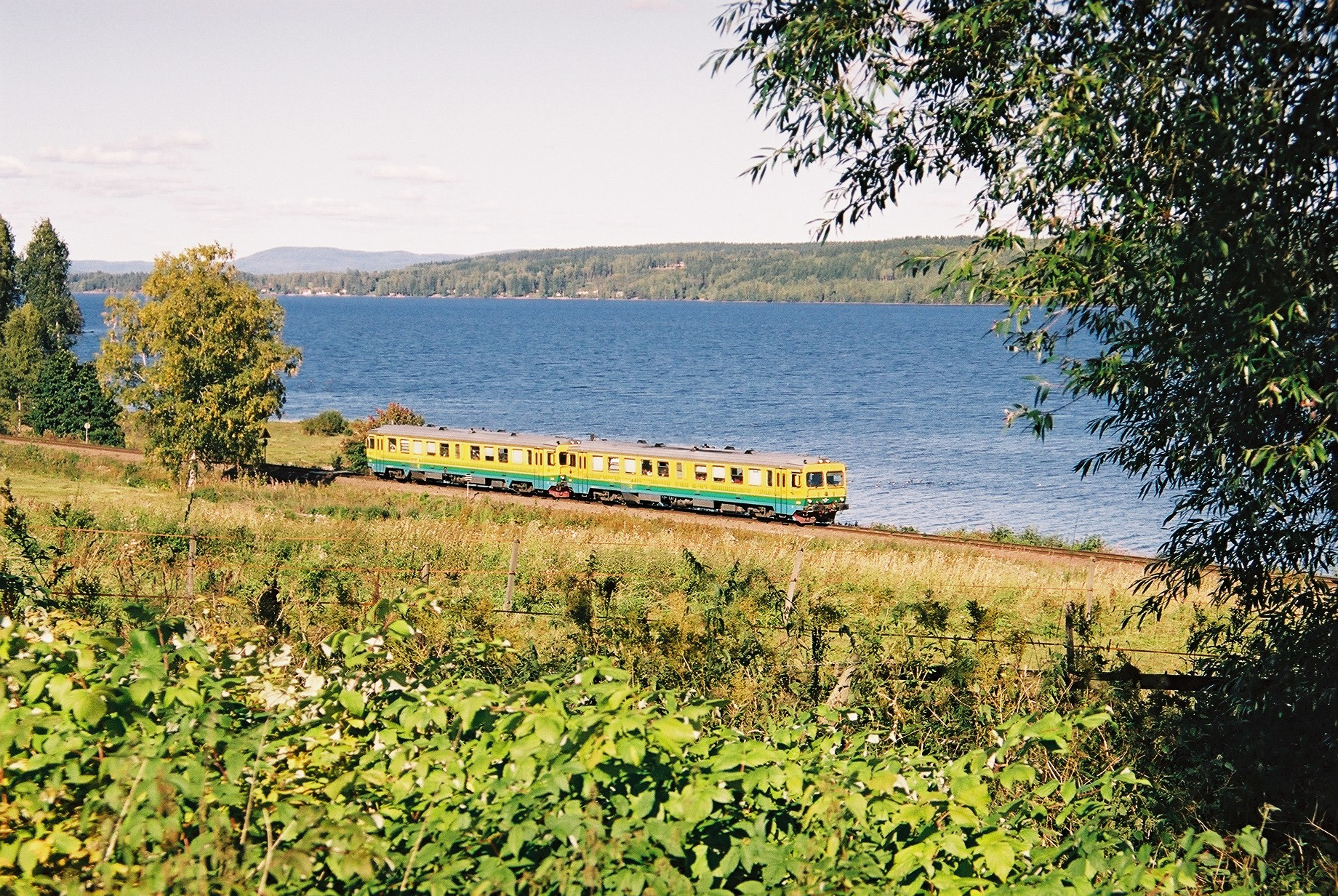
Залізнична колія уздовж озера Фрюкен

### Передісторія і написання
У 1946 році з-під пера Ліндґрен вийшла повість «Знаменитий детектив Блумквіст», в якій вагоме місце займало лицарське змагання «Червоної та Білої троянд». 1951 року була опублікована пригодницько-лірична фантастична повість «Міо, мій Міо», яка зачіпає тему самотності; дія в ній розвивається в далекій країні з рисами середньовіччя. Образ же самотньої і хворої дитини вперше з'явився в повісті «Крихітка Нільс Карлссон» 1949 року видання. Цей образ отримав розвиток в творі «Лицар Нільс з Дубового гаю» 1959 року, яка оповідає про згасання хворої дитини у її ліжку; як і для «Братів Лев'яче Серце», тут можна припустити подвійне тлумачення сюжету: пригоди хлопчика, скоріше всього, відбуваються у його хворобливих мареннях. Хоча образ головного персонажа «Братів Лев'яче Серце» можна вважати збірним з попередніх робіт Ліндґрен, до нього додано нову деталь — бажання персонажа знову побачити реально існуючого загиблого брата.

Народження ідеї написання «Братів Лев'яче Серце» Ліндґрен описувала як поетапне. Подорожуючи залізницею вздовж озера Фрюкен на південь від Турсбю, одного зимового дня 1972 року вона спостерігала з вікна надзвичайно красивий світанок, що стало натхненням для написання історії про далеку країну: «Це був фантастичний ранок з рожевим світлом над озером, в ньому була неземна краса. І у мене раптом виникло сильне почуття, щось на кшталт бачення світанку людства, і я відчула, як всередині щось запалилося. З цього може щось вийти».
Під час відвідування кладовища в місті Віммербю Астрід зупинилася перед залізним хрестом, на якому писало: «Тут спочивають юні брати Йоган Магнус і Ахатес Фален, пом. 1860». Це надихнуло її до написання повісті про братів і смерть: «Тоді я раптом зрозуміла, що моя наступна книга буде про смерть і про цих двох маленьких братів».
Третім джерелом натхнення послужила прес-конференція після прем'єри фільму «Еміль з Льонеберґи» 1971 року, на якій юний актор Ян Олссон, виконавець головної ролі у фільмі, заліз на коліна до старшого брата Діку.
При створенні книги особливі труднощі у автора виникли з двома останніми розділами, які переписувалися кілька разів. За припущенням дослідника Алана Річардсона, закінчення повісті затягнулося з тієї причини, що Ліндґрен не була до кінця впевнена, яке враження справлятиме на читачів той чи інший фінал і побоювалася «зломити дух свого читача». Однак сама Ліндґрен в одному з пізніх інтерв'ю повідомляла, що фінал представлявся їй очевидним, а сумніви були лише щодо згадок жахів визвольної боротьби.
Написання «Братів Лев'яче Серце» було завершено 31 липня 1973 року.

### Інтерпретації
Сюжет повісті може бути інтерпретований як казка з відкритим фіналом або як розповідь, зовсім позбавлена казкових елементів. Журналіст Бо Лундін у своїй рецензії в рік виходу книги припустив, що всі казкові події відбуваються лише в сновидіннях вмираючого Карла. Незабаром Лундін отримав лист від Ліндґрен, в якому та підтвердила вірність трактування і заявила: «деякі спекуляції метафізичного спрямування і теорії про реінкарнацію, звичайно, хибні». Далі слідувала жартівливе прохання: «але краще про це мовчи, оскільки я не хочу, щоб хтось із дітей був обмежений у сприйнятті історії як казки, в якій усе можливо».
Оскільки інтуїтивне передчуття дітьми швидкого кінця, на думку фахівців у галузі паліативної допомоги, — явище цілком звичайне, зазначена інтерпретація означає, що єдиним нереалістичним елементом в сюжеті є розповідь від імені Карла, оскільки побачене ним в кінці «світло від Нангіліми», за задумом автора, вже було його агональною галюцинацією — «медичним феноменом …, пов'язаним з падінням кров'яного тиску в момент смерті». Весь сюжет, таким чином, є сновидінням або гарячковим маренням, за винятком перших двох розділів і смерті Карла в відокремленій від решти тексту абзацом останнього рядка книги.
Егіл Тернквіст зазначає, що в «казковій» частини повісті і в перших розділах є натяки на «реалістичне» тлумачення сюжету, проте Ліндґрен, мабуть, доклала великих зусиль для вуалювання дорослого прочитання з метою не зруйнувати для дітей втішний посил твору .

### Ілюстрування
До моменту отримання прохання проілюструвати «Братів Лев'яче Серце» Ілон Вікланд уже довгий час співпрацювала з Астрід Ліндґрен. Оскільки тоді Ліндґрен ще не завершила написання, ілюстраторці довелося чекати закінчення її роботи. В кінцевому підсумку до першого шведського видання Вікланд розробила обкладинку і створила близько тридцяти малюнків. В юному віці вона разом з батьками втікла з Естонії до Швеції як біженка, і пізніше заявляла: «Багато років після війни мені снилися про неї кошмари, в яких за мною гналися солдати. Те, що я опинилася так близько до війни, дуже допомогло мені в ілюструванні».
В рамках запланованого режисером Томасом Альфредсоном ще в 2012 році знімання нової екранізації, в травні 2018 року видавництво Rabén & Sjögren перевидало повість з новими ілюстраціями, створеними художником Йеспером Вальдерстеном за безпосередньою участю Альфредсона .

## Вихід у світ

### Зустріч читачами і критиками

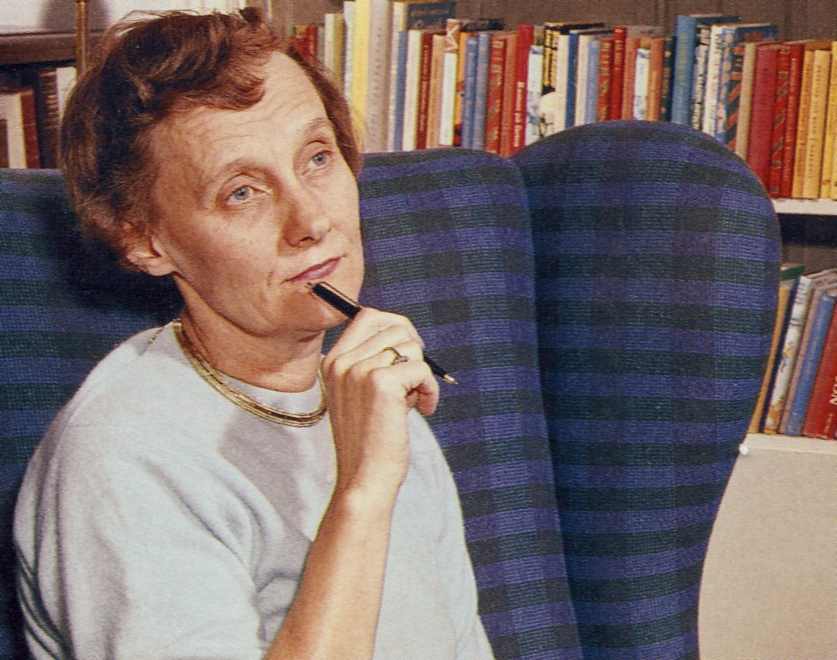
Астрід Ліндґрен, 1960

Публікація книги восени 1973 року наробила багато шуму, оскільки твір виявився поза звичними рамками літератури того часу. Книгу критикували найгостріше з-поміж усієї творчості Астрід Ліндґрен. Випередивши свій час, незвичайна казка зробила авторку однією з перших авторок дитячої літератури, яка не лише торкнулась теми смерті, але й взявши рідкісний прийом оповіді від першої особи причому від імені вмираючої дитини. Деякі психологи і критики вважали, що зазначена тема занадто серйозна для літератури такого плану, а також висловили стурбованість стилем її подання: на їх думку, розповідь від першої особи сприймається дуже недоречно-болісно, а брати між тим ніби вирішують свої проблеми шляхом суїциду, що подається в тексті як «прояв безмежної відваги», що укупі з натяками на переселення душі може ввести юного читача в оману. Критики зазанав «емоційний, часто екстатичний» тон розповіді, який, як вважає рецензент видання The Horn Book Magazine, може стривожити дитину. Зазанав осуду гнітючий настрій повісті, а в кінцівці твору деякі побачили і зовсім прямий заклик до вчинення самогубства. Авторку звинуватили в прославленні ескапізму і в обмані читачів. Рецензент The New York Times між тим порівняв втішний посил книги з ідеями релігійних християнських сект. Висловлювалися також думки, ніби при чорно-білому зображенні добра і зла у творі зло зображене ще й надто спрощено, схематично, а твір загалом сповідує дуже романтичні і пацифістичні ідеали, ображаючи таким чином національн-визвольні рухи у світі.
Проте більшість критиків і читачів тепло прийняли книгу. За повідомленням Ліндґрен, їй приходила велика кількість листів від дітей, у тому числі з різних країн світу: «ніколи ще від однієї книги я не отримувала настільки сильного відгуку». Більшість рецензій носили позитивний характер, а мова написання не зазнала критики навіть у негативних за характером відгуках. Письменник Геста Фріберг висловив думку, що сюжет повісті не слід сприймати буквально, а фінал трактувати як суїцид в звичному сенсі. Ліндґрен також категорично заперечувала наявність подвійного суїциду як закінчення книги і при тому підкреслювала, що після публікації у письменника вже немає влади вплинути на інтерпретацію читачами сюжету твору. Деякі рецензенти стверджували, що кінцівку слід розуміти не як самогубство, а як подолання страху перед неминучістю смерті і дзеркальну репризу на ролі братів в реальному світі, що демонструє моральне змужніння головного героя. Книжка може надихнути дітей, бо пропонує відповідь на одвічне питання про те, що ж відбувається після смерті, а сама Ліндґрен публікацією повісті бажала дати розраду вмираючим дітям і дітям, які втратили близьких. Доктори висловлювали подяку за вчинений книгою ефект, проте дебати про повісті «Брати Лев'яче серце» тим часом не вщухають і донині.
Німецький рецензент Маттіас Дітер і письменниця Єва-Марія Меткалф високо оцінили те, що може дати позитивний погляд Ліндґрен на смерть. Переляканий Карл в очікуванні смерті мріє про Нангіялу, звертається до «компенсаторної фантазії» і створює мовою дитячого символізму казкову країну, намагаючись тим самим вийти за межі свого невеликого світу, обмеженого старим диваном на кухні, надати власному буттю значущість, витлумачити смерть і висловити протест розставання з братом. І, хоча Карл не заперечує реальність загибелі брата і власної швидкої кончини, вимовляючи слова «Я бачу світло», хлопчик помирає, будучи сповненим впевненості, оскільки його фантазія поборола страх смерті. Алан Річардс також висловив думку, що побоювання Карла стосовно своєї нікчемності можуть бути тотожними страхам дітей XXI століття, тоді як сама книга переконує не тільки в наявності можливості змінити світ на краще у кожного, але говорить і про моральний борг людини. Так, фраза «щоб не бути просто купкою лайна», на думку деяких рецензентів, є однією з найвідоміших цитат повісті і ключовою в сюжеті твору. Катаріна Фюрхольцер зазначає, що, оскільки казковий сюжет є лише сновидінням або галюцинацією Карла, авторство фрази можна віднести до його власного внутрішнього голосу. У боротьбі фантазії зі страхом Карл відчайдушно волає раз за разом до власної хоробрості, мужаючи наближаючись до кінця.
Доктор філологічних наук Діана Кобленкова у своїй роботі зазначає відмінність між ранньою творчістю Ліндґрен і роботами 70-х років, коли автор встигла «розчаруватися в практиці соціальних реформ», незмінно пов'язаних з насильством. Хоча спочатку в повістях Ліндґрен домінували ініціативні і сильні персонажі, а сама творчість «руйнувала літературний і етичний канон», згодом у ньому стали переважати «елементи християнської етики». Основним конфліктом в повісті Кобленкова виділяє етичний, пов'язаний з ідеєю про непротивлення злу насильством, а сам твір відносить до «християнського сентименталізму», характеризуючи при цьому його сприйняття як "християнської «педагогічної поеми», " з елементами роману виховання. Багато критиків відзначали наявність в книзі політичної риторики 70-х, а образ Урвара між тим письменник Йенс Андерсен порівняв з Че Геварою. Політичний підтекст, на думку Кобленкової, відносить у числі іншого повість в ряди "«дорослих творів» «соціального обурення»". Тернквіст у своїй роботі також відзначив велике число політично-спрямованих інтерпретацій окремих персонажів і сюжету загалом, у тому числі ніби присутні в книзі алюзії на Берлінську стіну, на події у В'єтнамі або в Індії, на протистояння Сходу і Заходу. Однак, на його думку такого роду інтерпретації є надуманими, за винятком лише можливо знайшовшого місце в сюжеті відбиття авторського відношення до будь-якої диктатури в цілому.
Шведський літературознавець Марія Ніколаєва в числі інших висловила думку, що книга зробила революцію в жанрі дитячої літератури Швеції, оскільки до публікації «Братів Лев'яче серце» в ній переважав реалізм. Літературний критик професор Егіл Тернквіст при аналізі повісті «Брати Лев'яче серце» зазначив класичний прийом нагнітання сюжетної інтриги і утримання читача шляхом дозованої подачі інформації, який створює тим самим ефект безперервної ескалації конфлікту. В контексті сутності Нангіяли Тернквіст також звернув увагу на часті повернення до «спогадів» про реальність в фантазії Сухарика в міру розвитку сюжету і на велику кількість деталей сюжетного вторинного світу, які можна витлумачити як відгомони світу реального. Критик зробив висновок, що багато елементів вигаданої Нангіяли міцно прив'язані до реального побуту Сухарика (до домашньої обстановки зокрема) і частково відштовхуються від хвилюючих хлопчика речей: від хвороби, пожежі, оповідань брата. У фантазії, крім цього, чітко простежується фрейдівське тлумачення сновидінь як «виконуючі бажання» і найгостріше підсвідоме відчуття провини Сухарика перед братом за те, що той пожертвував заради нього життям.
Науковий співробітник кафедри історії, філософії та медичної етики Ульмського університету Катаріна Фюрхольцер відзначає існуючу в медичному співтоваристві думка про те, що інформування юних пацієнтів про їх стан, навіть в разі загрози для життя, обов'язковим не є: «навіщо інформувати того, хто все одно не може приймати рішення?». Повість Ліндґрен, на думку Фюргольцер, має потенціал для перегляду подібних суджень. Аналізуючи в своїй роботі на прикладі тексту «Братів Лев'яче серце» два протилежні підходи лікарської етики (патерналістський і зворотний йому), їх обґрунтованість і наслідки, до яких вони ведуть, Фюргольцер ставить питання про інформування, його міру і право дитини на власний вибір. Істотна відмінність між сприйняттям повісті деякими критиками і захопленим прийняттям її дітьми, на думку Фюргольцер, пояснюється патерналістським підходом перших і все ж здатністю прийняти і по-своєму переробити правду життя останніми, а різниця в трактуванні фіналу як трагічного або щасливого походить від відмінностей «дитячого» і «дорослого» підходів до осмислення сюжету повісті, а також, на думку Тернквіста, у відмінності загального сприйняття теми смерті.
Вираз «до зустрічі в Нангіялі!» тим часом увійшов в шведську мову, ставши однією з найбільш часто вживаних фраз в некрологах і на могильних плитах, особливо в разі загибелі дітей. 2009 року шведські соціал-демократи також використовували цитату з твору, порівнявши власну діяльність в парламенті країни з боротьбою проти тиранії головних героїв повісті, уклавши звернення фразою «ми також бачимо світло». Видання Expressen при цьому помітило прямо протилежний посил фрази в повісті Ліндгрен, оскільки в ній та є передвісником загибелі.

### Переклади
Протягом двох років після видання книга була перекладена на датську, фінську, нідерландську, норвезьку та німецькі мови, англійською була видана у Великій Британії і США. В цілому книга витримала переклад на 46 мов. 1974 року перекладач Ю Тенфьюрд Отримала премію Міністерства культури Норвегії «За дитячу та юнацьку літературу» у відповідній номінації за переклад повісті на букмол.
Українською книжку переклала Ольга Сенюк у 1985 році.

### Проблематика і символізм
Повість не може бути віднесена до якогось одного жанру і поєднує в собі різні літературні форми, міняючи їх у міру розвитку сюжету і підіймаючи при цьому численні теми, в тому числі соціальну тему і тему самотності, обростає етичними і політичними конфліктами. Дія, яка починається в стилі побутового реалізму, набуває елементів фентезі, а пізніше — антиутопії і політичної притчі. Весь сюжет при цьому допускає тлумачення як історії психологічного реалізму, з глибоким символізмом і неоднозначним фіналом. Говорячи про жанрове визначення повісті Егіл Тернквіст назвав її «напівказкою», а концепція самого твору частково побудована на дуалістичному контрасті: добро проти зла, мужність проти страху.
Було це наміром автора чи ні, проте літературні критики відзначають наявність деяких відсилань в сюжеті до християнських джерел, таких як книга Одкровення і книга Йова. У повісті піднімається питання про загробне життя і боротьбу добра зі злом. Дракон за сюжетом, так само як за текстами Біблії і книги Йова, є абсолютним злом. У книзі Одкровень дракон був скинутий в безодню на тисячу років. За сюжетом повісті Ліндґрен дракониху переповнював гнів після тисячолітнього сну в печері, в якій її тримали скутою, що може розглядатися як парафраз біблійної історії про Звіра. У повісті двоє «звірів», Катла і жахливий змій Карм, які врешті знищують одне одного, причому другий подібний на морського змія Левіафана з книги Йова. Однак протистояння тирану і драконисі при цьому можна також інтерпретувати як уособлення для Карла тривоги і невідомості (хвороба і смерть) зі світу реального, яким фантазія хлопчика під кінець внутрішньої боротьби надала таким чином звичної і зрозумілої йому форми. Егіл Тернквіст своєю чергою також припустив, що образ Тенгіля може символізувати втілення всіх несправедливостей, з якими хлопчик мав справу в реальності але також допустима інтерпретація головного антагоніста як відображення певної міри підсвідомої образи на зниклого батька, хоча Хрущик очевидно і не міг його пам'ятати.
Образ Юнатана можливо інтерпретувати як алюзію на Христа. Як і у випадку з Христом, Юнатан приносить в жертву життя, відрікається від насильства, прощає ворогам, має мужній і благородний характер, а за свою хоробрість і добре серце отримує порівняння з левом (але через образ Річарда Левове Серце). Святий Дух в Біблії сходить на християн в образі голуба, тоді як у повісті Ліндґрен героям добра з'являється біла голубка. Маттіаса можливо асоціювати безпосередньо зі Всевишнім, а Юссі — з Юдою Іскаріотом. Як і він, Юссі стає зрадником, а на грудях останній носить тавро драконихи Катли, тоді як, згідно з пророцтвом книги Одкровень, всім прибічникам Звіра буде накреслено клеймо на чолі, або ж на правій руці.
Подвійний перехід в Нангіялу і опісля в Нангіліму дав привід деяким рецензентам провести паралелі з «Божественною комедією» Данте Аліг'єрі і католицьким уявленням про рай і чистилище. Так, на французьких картинах XIV—XVI ст. райський сад зображувався з вишневими деревами замість яблунь, а в кінці книги хлопчики говорять про яблука і яблуні Нангіліми, яка представляється вже як «справжній рай», де ніколи не буде правити зло. При цьому, хоча опис Нангіяли схожий з раєм, вона також обтяжена земними конфліктами. З огляду на те, що основним мотивами повісті є братерська любов, заключну фразу книги при бажанні можливо витлумачити як посилання на цитату з книги Іоанна «хто любить брата свого, той у світлі».

Кобленкова зазначила схожість вторинного світу Ліндґрен з «християнськими образами потойбічних світів» у літературних працях деяких класиків — Андерсена, Діккенса і Достоєвського, а також виділила в повісті мотив духовної спорідненості між братами і проблематику складної єдності між ними, провела паралель з романом Достоєвського «Брати Карамазови» і зазначила співзвучність назв обох книг. Професор соціології Оллі Пайтінен зазначив також близькість твору Ліндґрен до повісті Льва Толстого «Смерть Івана Ілліча», а дослідник Джуліана Ейлерс — тотожність основної теми повісті темі твору Сесілії Девідссон «Ліл-Пер», хоча і подаються вони під різними кутами.
|                   | Я вірю, що дітям потрібна розрада. Коли я була маленькою, ми вірили, що після смерті люди потрапляють на небо... Але такої розради у сучасних дітей немає. Цієї казки більше нема в них. І я подумала: може, дати їм іншу казку, яка зігріє їх в очікуванні неминучого кінця? |
| — Астрід Ліндґрен | |

### Нагороди і премії
У 1974 році повість відзначена медаллю шведських книготорговців «Твій книжковий вибір», а рік по тому — літературною премією Нідерландів «Срібний стилус». 1978 року книга стала лауреатом літературної премії Італії «Premio Bancarelino» і Премії миру німецьких книготорговців, в 1979 — міжнародної літературної премії імені Януша Корчака і премії імені Вільгельма Гауфа.
В опитуванні-дослідженні «Кращі книги шведського народу» твір посів третє місце, а в болгарському опитуванні «Маленьке велике читання в Болгарії» розташувався на дев'ятнадцятому.

## Вплив і адаптації
Книга слугувала натхненням для створення відеогри «Limbo» і, можливо, для «Brothers: A Tale of Two Sons», для молодої письменниці Марії Парр, а також згадується в деяких інших творах мистецтва («Хлопчик в світлі фар» Самюеля Бьорка). У Стокгольмському музеї «Юнібаккен» на постійній основі експонуються сцени з повісті.

### Екранізації

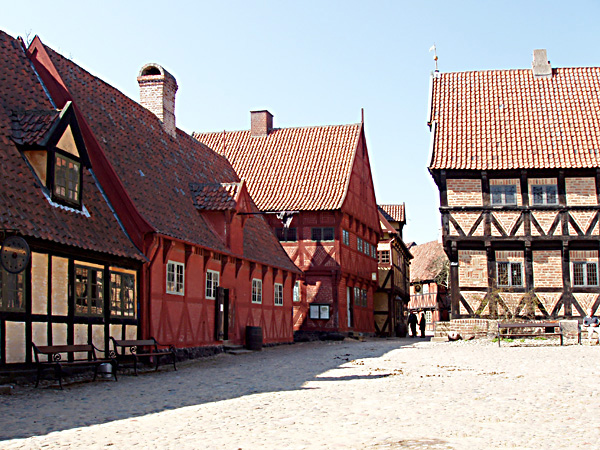
В екранізації Тернова долина знімалася в «Старому місті» Орхуса.

У 1976 році за екранізацію книги узявся режисер Улле Гелльбум, який раніше вже переніс на екран багато творів Ліндґрен. Юний 11-річний актор Ларс Седердал виконавець ролі Малюка в фільмі про Карлсона, зіграв Хрущика, а роль його старшого брата дісталася 25-річному Стаффану Єтестаму. У роботі над сценарієм брала участь сама Астрід Ліндґрен. Знімання проходило на схилах Берсарпа, а яблуні на фермі Каллагарден з прикріпленими квітами із пластику імітували квітучі вишні садів Вишневої долини Нангіяли. Пустельний ландшафт Карманьякі відтворювався в районі національного парку «Тінгґветлір» в Ісландії . Епізоди у Терновій долині знімалися в «Старому місті» Орхуса.
У 1977 році фільм виходив поза звичні рамки, оскільки загальна похмурість і теми, що піднімаються в ньому, були не зовсім звичайними для шведського і світового дитячого кінематографа. Попри це, в цілому він був тепло зустрінутий критиками, хоча деякі відзначили і його недоліки. Акторська гра Стаффана Єтестама (Юнатан) значно поступалася грі Ларса Седердала (Карл) і Аллана Едвалля (Маттіас); малий бюджет позначився на якості декорацій, особливо на бутафорській драконисі Катлі, яка в екранізації виглядає «сміховинно» і «не настільки страхіливо, як у книзі». Рецензенти розійшлися в думці щодо музичної складової фільму. Так, письменник  Катаріна Емгард зазначила нескінченні повторення , тоді як інший рецензент назвав похмуру і «гнітючу» електронну музику такою, що запам'ятовується. Критики зазнала також операторська робота і монтаж. Деякі, як і в випадку з літературним першоджерелом, угледіли в сюжеті релігійні і політичні алегорії. За деякими даними фільм був також перетворений на міні-телесеріал з розбивкою на 6 серій по 25 хвилин.
Державний комітет класифікації кінофільмів виставив фільму віковий рейтинг «з 11 років», що викликало великі дебати, участь в яких брала Ліндґрен. Міністр освіти Ян-Ерік Вікстрьом розглядав можливість зниження рейтингу до «з 7 років» з 1 січня 1978 року , однак Комітет зробив це лише в 1989 році після повторного перегляду картини. На 28-му Берлінському кінофестивалі фільм отримав особливого приза Міжнародної Католицької організації і номінацію Золотий ведмідь (1978), нагороди на фестивалі фантастичного кіно за кращу режисуру (1982) і приза в цій же номінації на 14-й церемонії вручення премії «Золотий жук» (1978).
2012 року було анонсовано знімання нової англомовної екранізації, режисерське крісло якої повинен був зайняти Томас Альфредсон. У квітні 2013 року норвезький Інститут кінематографу оголосив про планований бюджет у 325 мільйонів шведських крон, що зробило б проєкт найдорожчим в історії скандинавського кіно  . Передбачалося, що співпрацювати Альфредсон повинен був з письменником Юн Айвіде Ліндквістом і оператором Гойте Ван Гойтемом. Почати знімання було заплановано в Європі влітку 2013 року, тоді ж агент з кастингу Джин Джей оголосила про пошук двох хлопчиків у віці від восьми до десяти і від тринадцяти до п'ятнадцяти років, які за планом повинні були зіграти Хрущика і Юнатана відповідно.
У лютому 2014 року було оголошено про замороження виробництва. За словами кінематографіста Гойта Ван Гойтема, затримка сталася в зв'язку зі «складним фінансуванням, участю в ньому великої кількості країн». Станом на 2018 рік дата знімання не призначена, однак режисер Томас Альфредсон, як і раніше, не відмовився від проєкту, а оформлення перевидання книги при безпосередній участі Альфредсона було витримано в стилістиці запланованої екранізації.

### Театральні постановки
За книгою поставлено численні театральні вистави в різних містах і театрах світу. Так, 3 березня 2007 року відбулася прем'єра мюзиклу, композитором якого виступив Бо Вастессон, сценаристом Стаффан Єтестам (що зіграв Юнатана в екранізації 1977 року), автором лібрето — Туре Рангстрем, режисером — Елізабет Юнгар з Гетеборзької опери. Навесні 2009 року в Pleasance Theatre світ побачив мюзикл Річарда Сторрі і Пітера Галлагера. У парку «Світ Астрід Ліндгрен» за мотивами повісті регулярно розігруються вистави під відкритим небом.

### Аудіокниги
У 1988 році книга була видана на касетах в авторському прочитанні Астрід Ліндгрен. Перевидання на CD виходили в 2002 і 2004 роках. Данською мовою книгу прочитала Еллен Гіллінгс для видання на CD в 2002 році.

## Продовження
Після публікації книги Астрід Ліндгрен щодня отримувала від читачів близько 50 листів щодня, у багатьох з яких містилося питання про можливе продовження історії. Ситуація незабаром змусила Ліндгрен зробити через пресу публічне звернення, в якому вона відкинула можливість написання продовження, але в зв'язку з численними проханнями схематично змалювала майбутнє героїв у рамках казкової інтерпретації: обидва брати оселилися в Яблуневій долині разом з Маттіасом і відтепер могли будувати хатини, роз'їжджати по лісах і спати біля вогнища. У Карла з'явився свій песик на ім'я Мекке. Дракониха Катла і зрадник Юссі потрапили не в Нангіліму, а в іншу країну під назвою Локруме.

### Книги
- Андерсен Й. Астрид Линдгрен. Этот день и есть жизнь. — М. : Азбука-Аттикус, 2016. — 464 p. — ISBN 978-5-389-12509-4.
- Edström V. Astrid Lindgren – Vildtoring och lägereld. — Stockholm : Rabén & Sjögren, 1992. — ISBN 91-29-59611-4.
- Westin B. Kapitlet "Ilon Wikland – flickan som kunde rita sagor" i Allrakäraste Astrid – En vänbok till Astrid Lindgren. — Stockholm : Rabén & Sjögren, 2001. — ISBN 91-29-65285-5.
- Arne-Hansen S. Astrid Lindgren - en eventyrlig fortæller. — Gyldendal Uddannelse, 2007. — 159 p. — ISBN 91-29-59611-4.
- Pyyhtinen O. The Gift and its Paradoxes: Beyond Mauss. — Routledge, 2016. — 180 p. — ISBN 978-1-4094-5097-9.
- Strömstedt M. Astrid Lindgren: En levnadsteckning. — Stockholm : Rabén & Sjögren, 2017.
- Nikolajeva M. Aspects and Issues in the History of Children's Literature. — Greenwood Publishing Group, 1995. — 207 p.
- Karlsson P., Erséus P. Från snickerboa till Villa Villerkulla. — Stockholm : Forum, 2004. — ISBN 91-37-12365-3.

### Статті
- Кобленкова Д. Политические и этические мотивы в сказочной повести А. Линдгрен «Братья Львиное Сердце» // Вестник нижегородского университета им. Лобачевского. — Нижний Новгород : Нижньогородський державний університет імені М. І. Лобачевського, 2015. — № 1. — С. 270—276.
- Fürholzer K. Child Coping Competence. Astrid Lindgren’s The Brothers Lionheart from a Medical Ethics Perspective / Ewers-Uhlmann H.-H., Glasenapp G., Staiger M. // Narrating Disease and Deviance in Media for Children and Young Adults. — Peter Lang GmbH, 2016. — Vol. 105.
- Richards A. Stepping into the dark: mourning in Astrid Lindgren’s The brothers Lionheart (pdf) // Barnboken – Journal of Children's Literature Research. — 2007. Процитовано 2018-6-15.
- Törnqvist E. Astrid Lindgrens halvsaga. Berättartekniken I Bröderna Lejonhjärta // I Svensk Litteraturtidsskrif. — № 2.
- Lundin Bo. Skorpans slut blir välbelyst (pdf) // expressen.se. — 2009. Процитовано 2018-6-15.
- Ramstrand U. Vilka äventyr borde få finnas? // Barnboken – Journal of Children's Literature Research. — 2005. — Bd. 28, nr. 1.
- Huse N. The Blank Mirror of Death: Protest as Self-Creation in Contemporary Fantasy // The Lion and the Unicorn : journal. — Johns Hopkins University Press, 1988. — Vol. 12, no. 1 (June). — DOI:10.1353/uni.0.0025.
- Wistrand S. Astrid Lindgrens ”mest problematiska bok” Ontologi, genre och funktion i Sunnanäng // Samlaren. — Stockholm : Elanders Gotab, Swedish Science Press, 2014. — № 135.
- Metcalf E-M. Astrid Lindgren's The Robber's Daughter: A Twentieth-Century Fairy Tale // The Lion and the Unicorn : journal. — Baltimore : Johns Hopkins University Press, 1988. — Vol. 12, no. 2 (June). — DOI:10.1353/uni.0.0056.
- Metcalf E-M. Exit Children's Literature? // The Lion and the Unicorn : journal. — Baltimore : Johns Hopkins University Press, 1998. — Vol. 22, no. 2 (April). — DOI:10.1353/uni.1998.0028.
- Maria Nikolajeva. Fairy Tale and Fantasy: From Archaic to Postmodern // Marvels & Tales : journal. — Wayne State University Press, 2003. — Vol. 17, no. 1. — DOI:10.1353/mat.2003.0014.
- Ethel L. Brothers Lionheart, the // The Horn Book Magazine : journal. — Boston : The Horn Book, 1975. — Vol. 51 (December). — P. 653.
- Ліндстен К. Астрид Линдгрен и шведское общество. — Неприкосновенный запас, 2002. — Вип. 22. — № 1. Процитовано 2018-6-19.
- Dieter M. "Springe, und du wirst aufgefangen". Zur Gestaltung von Trost in der Verfilmung der "Brüder Löwenherz" // Praxis Deutsch : journal. — 1997. — Bd. 24, Nr. 146. — ISSN 0341-5279.
- Metcalf E.-M. Leap of Faith in Astrid Lindgren's Brothers Lionheart. — Johns Hopkins University Press, 1995. — Vol. 23.
- Eilers J. "Gråt inte mamma! Vi ses i Nangijala!": Skildringar av döden i Astrid Lindgrens Bröderna Lejonhjärta och Cecilia Davidssons Lill-Pär och jag. — 2017.
- Dziwirek K. New insights into Slavic linguistics ed. by Jacek Witkoś and Sylwester Jaworski (review) // Journal of Slavic Linguistics : journal. — Bloomington : Slavica Publishers, 2015. — Vol. 23, no. 2. — DOI:10.1353/jsl.2015.0015.
- Ström K. Sagolika Island // Svenska Dagbladet. — Stockholm, 2009. — 06.
- Holmlund C. Pippi and Her Pals // Cinema Journal : journal. — Austin : University of Texas Press, 2003. — Vol. 42, no. 2. — DOI:10.1353/cj.2003.0005.
- Lindgren A. Öppet brev till Expressen, Bröderna Lejonhjärta, Nangilima // Expressen. — 1974. — Februari.